# Санту-Анастасиу
Санту-Анастасиу (порт. Santo Anastácio)  —  муниципалитет в Бразилии, входит в штат Сан-Паулу. Составная часть мезорегиона Президенти-Пруденти. Входит в экономико-статистический  микрорегион Президенти-Пруденти. Население составляет 21 300 человек на 2006 год. Занимает площадь 552,546 км². Плотность населения — 38,5 чел./км².
Праздник города —  19 ноября.

## Статистика
- Валовой внутренний продукт на 2003 составляет 99.320.942,00 реалов (данные: Бразильский институт географии и статистики).
- Валовой внутренний продукт на душу населения на 2003 составляет 4.719,01 реалов (данные: Бразильский институт географии и статистики).
- Индекс развития человеческого потенциала на 2000 составляет 0,792 (данные: Программа развития ООН).